# Cobra (japanische Band)
Cobra ist eine japanische Oi!-/ Streetpunk-Band aus Amagasaki, die 1982 gegründet wurde. Sie ist die älteste und bekannteste Oi-Band in Japan. Ihre Musik ähnelt alten britischen Oi-Gruppen, wie z. B. Cock Sparrer. Die wohl bekanntesten Lieder der Band sind "Tokyo Riot" sowie "Oi Oi Oi" vom gleichnamigen, 1990 erschienenen Album. 
Die Band wurde 1991 aufgelöst und 1999 mit zwei Umbesetzungen wieder neu gegründet. 2005 löste sich die Band erneut auf, bevor sie 2007 mit neuen Mitgliedern wiedervereinigt wurde.

## Cobra in Deutschland
In Deutschland galten Cobra lange als Geheimtipp und waren einem Teil der Punk-/ Skinheadszene vor allem durch ihr Album Oi Oi Oi bekannt. Im Jahr 2010 erschienen Hello! This Is Cobra und Cobra Is Back als Lizenz-Pressungen beim deutschen Punk-Label Knock Out Records, sodass nun zum ersten Mal Tonträger der Gruppe offiziell in Deutschland erhältlich waren und ihr so erstmals größere Bekanntheit zuteilwurde. Im Rahmen einer Europa-Tour gaben Cobra zudem auch einige Konzerte in Deutschland, unter anderem am 24. Mai 2010 beim Total Oi!-Festival in Torgau.

## Diskografie

### Alben
- 1984: The Punx
- 1985: Stand The Pressure
- 1990: Oi Oi Oi (Best–Of)
- 1990: Captain Nippon
- 1991: Stand!Strong!Straight!
- 1991: Cobra Indie Omnibus ’82–’86 (Best–Of)
- 1996: Best Of Cobra (Best-Of)
- 1999: Cobra
- 1999: O.K. Ride On
- 1999: 99 Best – Cobra Gredest Count 1.2
- 2001: Voice
- 2002: Cobra On The Street
- 2002: Stand The Pressure With "AA" Titles (Re–Release)
- 2003: Reality Check
- 2004: Live Innocent (live)
- 2004: Mission X!! (Split-Single mit The Ryders)
- 2008: Rock’N’Roll Homicide
- 2009: Cobra Is Back!
- 2009: Hello! This is Cobra
- 2010: The Greatest Fuckin’ Cobra
- 2012: 東京ボイコット

### Singles und EPs
- 1984: Break Out (Single)
- 1984: 1984 (Single)
- 1984: Real Now (7"EP)
- 1985: Bad Night Merry X-Mas (Single)
- 1986: Wrong Way (Single)
- 1986: Strangers (EP)
- 1990: オレたち (Single)
- 1991: Boots Boy (Single)
- 2008: Love & Works (CD-Single)
- 2008: Sing Along Together (Maxi-CD + DVD)
- 2013: The Beginning Of The End (EP)

### Beiträge für Sampler
- 1983: ハードコア不法集会